# Bad Mergentheim
Bad Mergentheim – miasto uzdrowiskowe w Niemczech, w kraju związkowym Badenia-Wirtembergia, w rejencji Stuttgart, w regionie Heilbronn-Franken, w powiecie Main-Tauber-Kreis, siedziba wspólnoty administracyjnej Bad Mergentheim. Leży nad rzeką Tauber.
Bad Mergentheim zlokalizowane jest ok. 18 km na południowy wschód od miasta Tauberbischofsheim. Drogi, które przebiegają przez Bad Mergentheim to federalne B19, B290, autostrada A81, a także linia kolejowa Crailsheim – Lauda-Königshofen.
Około 1220 roku Heinrich von Hohenlohe i jego rodzina przekazała na rzecz zakonu krzyżackiego dobra ziemskie w rejonie Mergentheim. Ta darowizna spowodowała powstania komendy Mergentheim, przynoszącej znaczne dochody krzyżakom. Z czasem miasto Mergentheim stało się rezydencją mistrzów krajowych a następnie rezydencją wielkich mistrzów zakonu krzyżackiego.

## Osoby związane z miastem
- Heinrich von Hohenlohe – wielki mistrz zakonu krzyżackiego[2]
- Hans Bernhard Reichow – niemiecki architekt, zmarł w Bad Mergentheim.
- Barbara Stamm – polityk CSU.